# Wildberg (Zwitserland)
Wildberg is een gemeente en plaats in het Zwitserse kanton Zürich, en maakt deel uit van het district Pfäffikon.
Wildberg telt 893 inwoners.